# Gyula Török
Gyula Török (Kispest, 24 de enero de 1938 – Budapest, 12 de enero de 2014) fue un boxeador amateur húngaro. Compitió por el peso mosca y ganó el título nacional en 1957–58, una medalla de plata en 1959 en el Europeo, y una medalla de oro en los Juegos Olímpicos de 1960. Después pasó al Peso gallo y ganó tres títulos naciones en 1961, 1962 y 1964. Perdió contra Primo Zamparini en los cuartos de final del Europeo y con Oleg Grigoryev en el primer combate de los Juegos de 1964. Török se retiró de la competición en 1966 a los 40 años y empezó a trabajar en la Factoría de Granito de Kispest. Paralelamente, fue entrenador de boxeadores en Építők SC entre 1976 y 1978 y en Csepel SC de 1978 s 1981. En la década de los 90, también trabajó para el equipo nacional húngaro.